# 哈寶寶
哈寶寶（英語：Hi Baby），是華語歌壇第一位虛擬歌手，幕後代唱者為庾澄慶變音發聲。

## 事記
1997年5月，庾澄慶在新力音樂發行英文專輯《哈林音樂頻道》，初期曝光時取名為「哈TV寶寶」，原本只是想創造出一個「哈TV電視台」的吉祥物，沒想到引起歌迷熱烈的反應、紛紛打電話到新力音樂詢問哈寶寶的相關消息，讓庾澄慶興起替哈寶寶製作發行一張單曲的念頭。
1997年11月25日，庾澄慶發行國語專輯《只有為你》，哈寶寶在專輯第六首歌曲「哈寶寶HI！BABY」首度現聲。
1998年4月1日，哈寶寶首張個人專輯《哈寶寶我來了》發行，成為華語歌壇第一位虛擬的藝人歌手，為華語流行音樂界一項創舉。
2000年1月5日，庾澄慶發行翻唱專輯《哈LLYWOOD 哈林音樂電影院》，哈寶寶首度與庾澄慶對唱歌曲「魯冰花」。

## 音樂作品
- 1998年4月1日：《哈寶寶我來了》(新力音樂)

## 廣告代言
- 1998年：恆義食品「中華豆花」(演出/演唱：歡樂假期)